# Dymasius carinipennis
Dymasius carinipennis là một loài bọ cánh cứng trong họ Cerambycidae.